# Borís Sheremétev
Borís Petróvich Sheremétev (del ruso: Бори́с Петро́вич Шереме́тев)  (Moscú, 5 de mayo de 1652-ibid., 28 de febrero de 1719) fue un diplomático y mariscal de campo del Imperio ruso, nombrado primer conde del Zarato ruso en 1706. Fue padre de Piotr Sheremétev y Natalia Shereméteva (de casada, Dolgorúkova).

## Biografía
En su juventud, Sheremétev fue paje del zar Alejo I antes de empezar su carrera militar. A partir de 1671 sirvió en la corte imperial. En 1681, fue nombrado oficial en Tambov, al mando de los ejércitos que combatían al Kanato de Crimea, siendo nombrado boyardo en 1682. 
Desde 1685 hasta 1687 participó en negociaciones para la conclusión del Tratado de Paz Eterna de 1686 con la Mancomunidad de Polonia-Lituania, el tratado de alianza con el Imperio austríaco. Desde 1687, estuvo al mando de los ejércitos que defendían la frontera sur del Zarato en Bélgorod, participando en las campañas de Crimea.
Tras la ascensión al trono de Pedro I en 1689, le sirvió en campaña juntamente con Iván Mazepa en la guerra contra el Imperio otomano durante la década de 1690. En las campañas de Azov estuvo al mando de los ejércitos que combatían en el río Dniéper a los tártaros de Crimea. 
Entre 1697 y 1699, tuvo a su cargo misiones diplomáticas en Polonia-Lituania, Austria, Italia y Malta (enviado por el zar a la  Orden de Malta para a estudiar las instalaciones y maniobras de la orden de los caballeros y su poderosa flota naval. A su vez, estudió la posibilidad de llevar a cabo campañas conjuntas contra los turcos y de establecer una futura base naval rusa.

### En la Gran Guerra del Norte

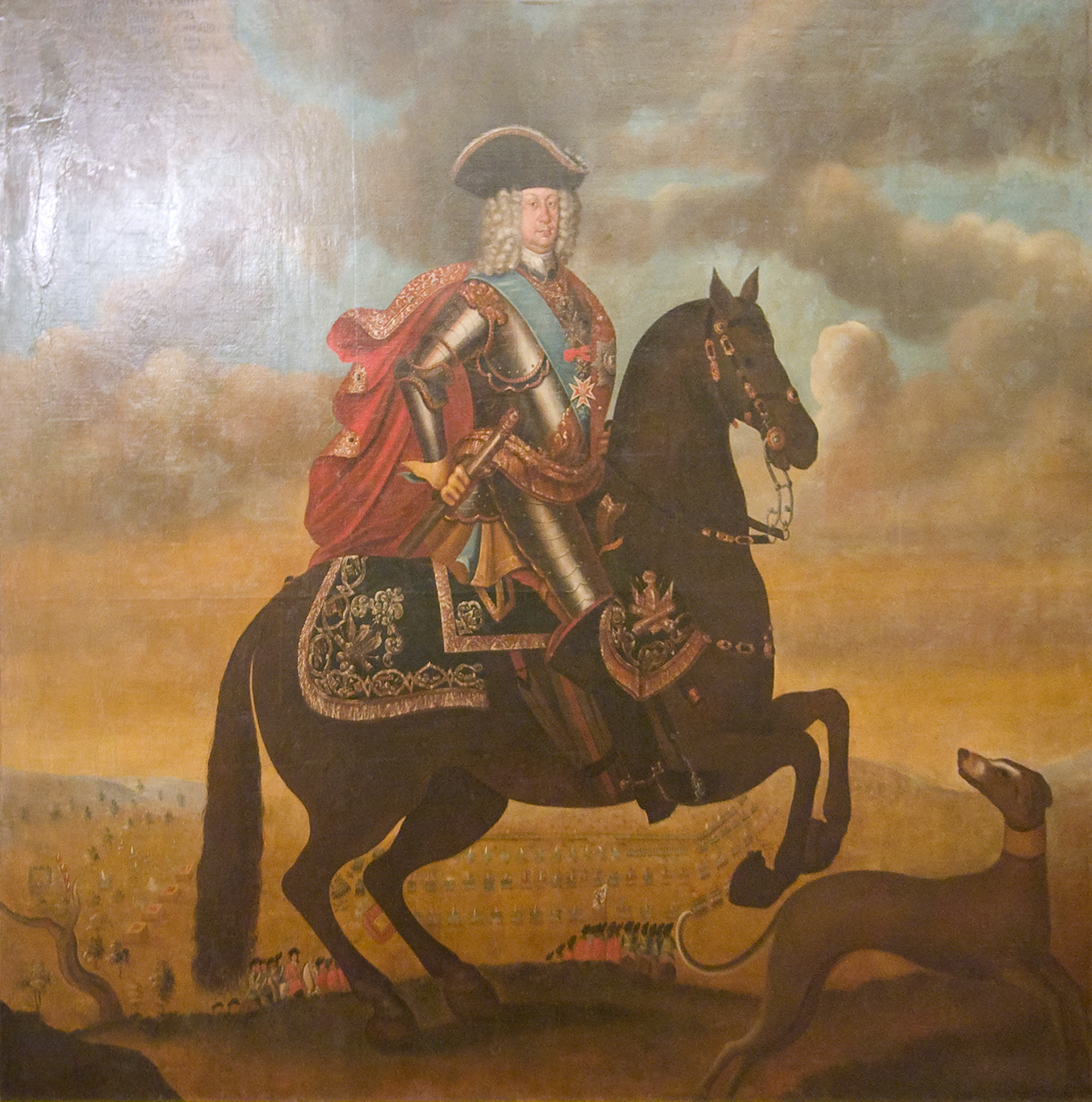
Borís Sheremétev en 1710 por K. Shurman.

Durante la Gran Guerra del Norte demostró ser un capaz y prudente comandante militar. Era el oficial más veterano durante la guerra, y a pesar de su aparente inactividad, fue más efectivo que el joven Aleksandr Ménshikov, el segundo al mando, cuya impulsividad no siempre tenía éxito.
En 1700, se alistó al ejército imperial en su ataque a Narva al principio de la guerra, pero tuvo que retirarse de sus posiciones estonias ante Carlos XII de Suecia. Entonces fue nombrado comandante de las tropas rusas que combatían a los suecos en las provincias del Báltico. 
Sheremétev sería seguidamente derrotado por Wolmar Anton von Schlippenbach en Rauge en 1701 aunque más tarde le vencería en la batalla de Erastfer. Esta victoria le acarrearía el nombramiento como mariscal de campo, ala que siguió otra victoria en la batalla de Hummelshof de 1702. 
Luego tomó las fortalezas de Nöteborg y Nyenskans en 1703 (con lo que permitió la fundación de la ciudad de San Petersburgo), y las importantes ciudades de Dorpat y Narva en 1704. En 1705, fue enviado a Astracán, donde reprimiría por la fuerza la rebelión de Astracán.
Más tarde, durante la misma Gran Guerra del Norte, Sheremétev combatió contra el general sueco Adam Ludwig Lewenhaupt, que le venció en la batalla de Gemauerthof en 1705, y Carlos XII, que le vencería en la batalla de Holowczyn. Su venganza llegaría con la batalla de Poltava, donde sería el comandante ruso más veterano y en la que derrotó ampliamente al ejército sueco. 
En 1710, sus tropas conquistaron Riga, lo que coincidió con el exitoso sitio de Víborg liderado por el zar Pedro I. Conduciría luego al grueso del ejército en la campaña del Prut contra los turcos en 1711, en la que fue rodeado. En 1715, estuvo al mando de los ejércitos rusos en Pomerania y Mecklemburgo.
Aunque era partidario de las iniciativas occidentalizadoras del Zarato ruso de Pedro I, nunca fue un íntimo del zar. Murió en 1719 en Moscú y está enterrado en San Petersburgo.